# Robert Paxton
Robert Owen Paxton (Lexington 1932) é um cientista político e historiador americano especializado em Vichy França, fascismo e Europa durante a era da Segunda Guerra Mundial.

## Juventude
Paxton nasceu em 1932 em Lexington, Virginia. Depois de cursar o ensino médio na Nova Inglaterra, ele recebeu um diploma de bacharel em Direito. da Washington and Lee University em 1954. Mais tarde, ele ganhou uma bolsa Rhodes e passou dois anos ganhando um M.A. no Merton College, Oxford, onde estudou com historiadores como James Joll e John Roberts. Ele recebeu o título de Ph.D. da Universidade de Harvard em 1963.

## Carreira e vida pessoal
Paxton lecionou na Universidade da Califórnia, Berkeley e a Universidade Estadual de Nova York em Stony Brook, antes de ingressar na faculdade da Columbia University em 1969. Ele serviu lá pelo resto de sua carreira, aposentando-se em 1997. Ele continua sendo professor emérito. Ele contribuiu com mais de vinte resenhas para a The New York Review of Books, começando em 1978 e continuando até 2017. Paxton é mais conhecido por seu livro de 1972, Vichy France: Old Guard and New Order, 1940-1944. Paxton também é um ávido observador de pássaros e ex-presidente da Sociedade Linnaean de Nova York. Em 2009, o governo francês concedeu a Paxton a Legião de Honra.

## Vichy
Em oposição à visão tradicional pioneira de Robert Aron, ele argumentou que o governo de Vichy estava ansioso para colaborar com a Alemanha nazista e não praticava "resistência passiva" ao domínio alemão. Ao contrário de Raymond Aron [trata-se sem dúvida de um erro: aqui devia estar Robert Aron e não Raymond Aron] e Henri Michel, Paxton não minimizou as realizações de Vichy ao explicar sua agenda doméstica. Ele argumentou que as reformas empreendidas pelo governo de Vichy prefiguravam as reformas das décadas de 1950 e 1960 e derivavam do objetivo de Vichy de transformar a sociedade francesa.
Após a publicação do livro em tradução francesa, em 1973, Paxton tornou-se objeto de intenso vitríolo de historiadores e comentaristas franceses. Durante um debate televisionado com Paxton em 1976, o líder naval de Vichy, Gabriel Auphan, o chamou de mentiroso. No entanto, a tradução vendeu milhares de cópias, particularmente para a geração jovem moldada pela agitação civil de maio de 1968 e que não estava interessada nas "mitologias acolhedoras" dos apologistas de Vichy. Marc Ferro escreveu que a Vichy France deixaria a esquerda desconfortável por contradizer sua crença de que apenas a elite traíra a França em 1940 ", enquanto na realidade a resistência heróica ao último homem de Bayonne à África não fazia sentido para ninguém". Ele também observou que os gaullistas se oporiam ao retrato de Paxton deles como "herdeiros do regime contra o qual lutaram" e que isso perturbaria todos aqueles que acreditavam que Pétain havia praticado um "jogo duplo" entre o Eixo e os Aliados. Os comunistas saudaram o livro por aparentemente confirmar sua crença de que Vichy havia sido o produto do "capitalismo monopolista do Estado" e também foi aplaudido por grupos judeus. A reação entre os grupos da Resistência foi confusa devido à alegação de Paxton de que não havia Resistência séria até 1941. No prefácio da edição de 1982 da Vichy France, Paxton discordou da afirmação de seus oponentes de que ele escrevera em "fácil superioridade moral" da perspectiva de um "vencedor": "De fato [foi] escrito à sombra de a guerra no Vietnã, que aumentou minha animosidade contra todo tipo de conformismo nacionalista. Escrevendo no final dos anos 60, o que me preocupou não foi a comparação com a França derrotada, mas a arrogância confiante dos alemães no verão de 1940". Hoje, o livro é considerado um clássico histórico e um dos melhores estudos sobre a França na era Vichy. Foi publicado em uma época em que historiadores e cineastas franceses também exploravam a história sob o regime de Vichy, como no influente documentário de duas partes de Marcel Ophüls, The Sorrow and the Pity (1969).
Como especialista na era de Vichy, Paxton co-escreveu o documentário de 1993 de Claude Chabrol, The Eye of Vichy. Em 1997, ele testemunhou no julgamento do burocrata Maurice Papon, de Vichy.

## Fascismo
Seguindo seus estudos sobre Vichy, Paxton revolucionou os estudos sobre o conceito de fascismo ao propor uma interpretação "etapista" do fenômeno. Inicialmente em um artigo de 1998, The Five Stages of Fascism, seguido de seu livro de 2007, Anatomia do fascismo. Em ambos, Paxton interpretou o fascismo não somente como um movimento, mas como um conceito necessário para denotar um movimento reacionário de massas sem precedentes históricos antes do século XX. Nesse sentido, passível de extensão e aplicação para além de sua contraparte italiana. 

Segundo Paxton, todo movimento fascista seguiria, necessariamente, uma lógica pautada por cinco estágios que vão desde as suas manifestações iniciais, até sua radicalização ou autodestruição. Mais do que isso: o fascismo seria um fenômeno contemporâneo inerente às democracias de massa, portanto mais comum do que se crê. Contudo, a maior parte dos movimentos morre nos primeiros estágios, o que impede o surgimento constante de regimes fascistas.